# 跳猫寺
跳猫寺（英語：Nga Phe Kyaung Monastery），是位于缅甸掸邦茵莱湖西边村落伊瓦玛村的一座佛寺。它是在茵莱湖地区规模最大，历史最悠久的木制建筑结构的寺庙。该寺始建于19世纪50年代，寺中藏有蒲甘、掸邦、西藏和阿瓦地域风格的佛像。该寺以其训养的能够跳圈的猫而闻名。

## 照片库

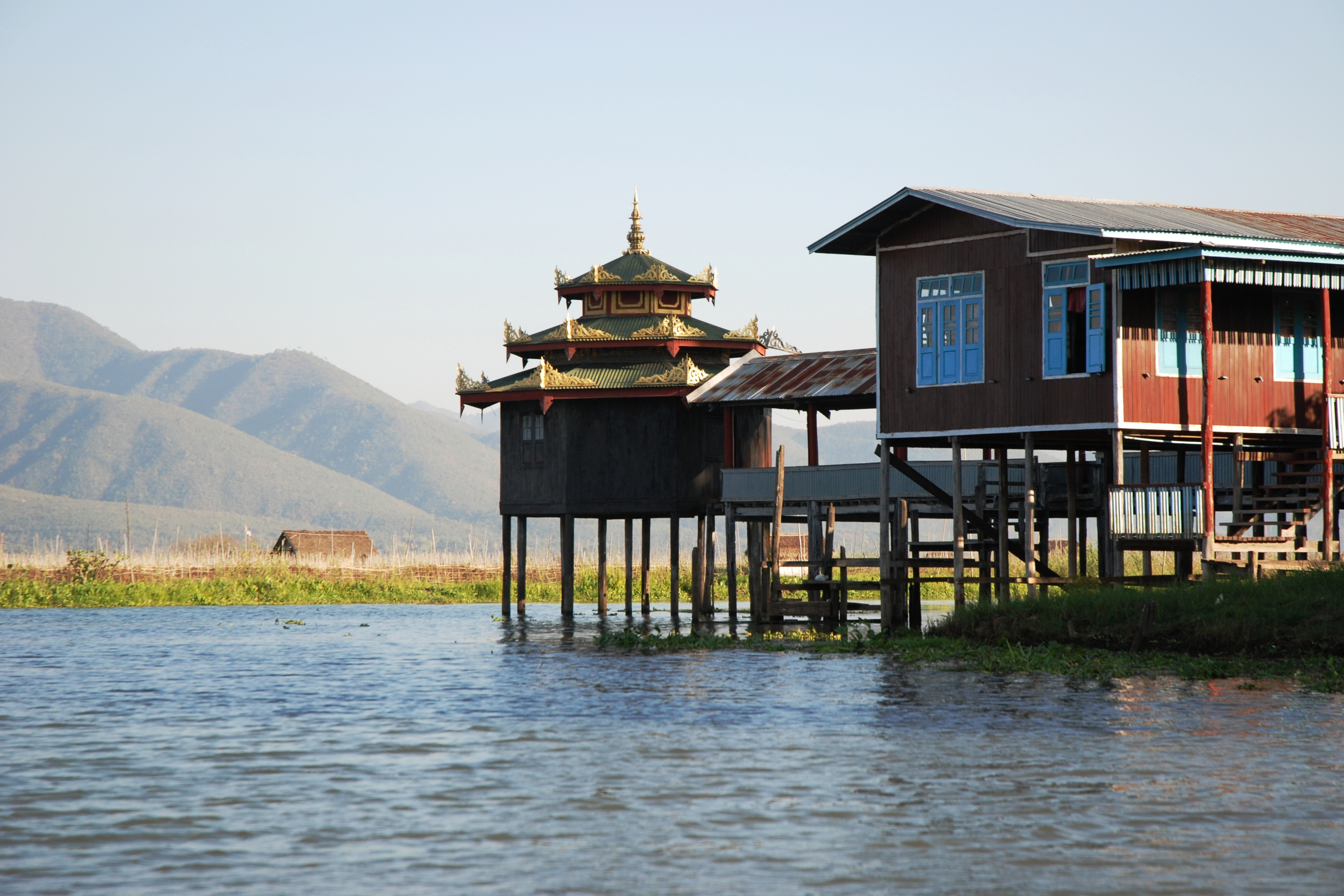
跳猫寺外景

跳猫寺 - Nga Phe Kyaung
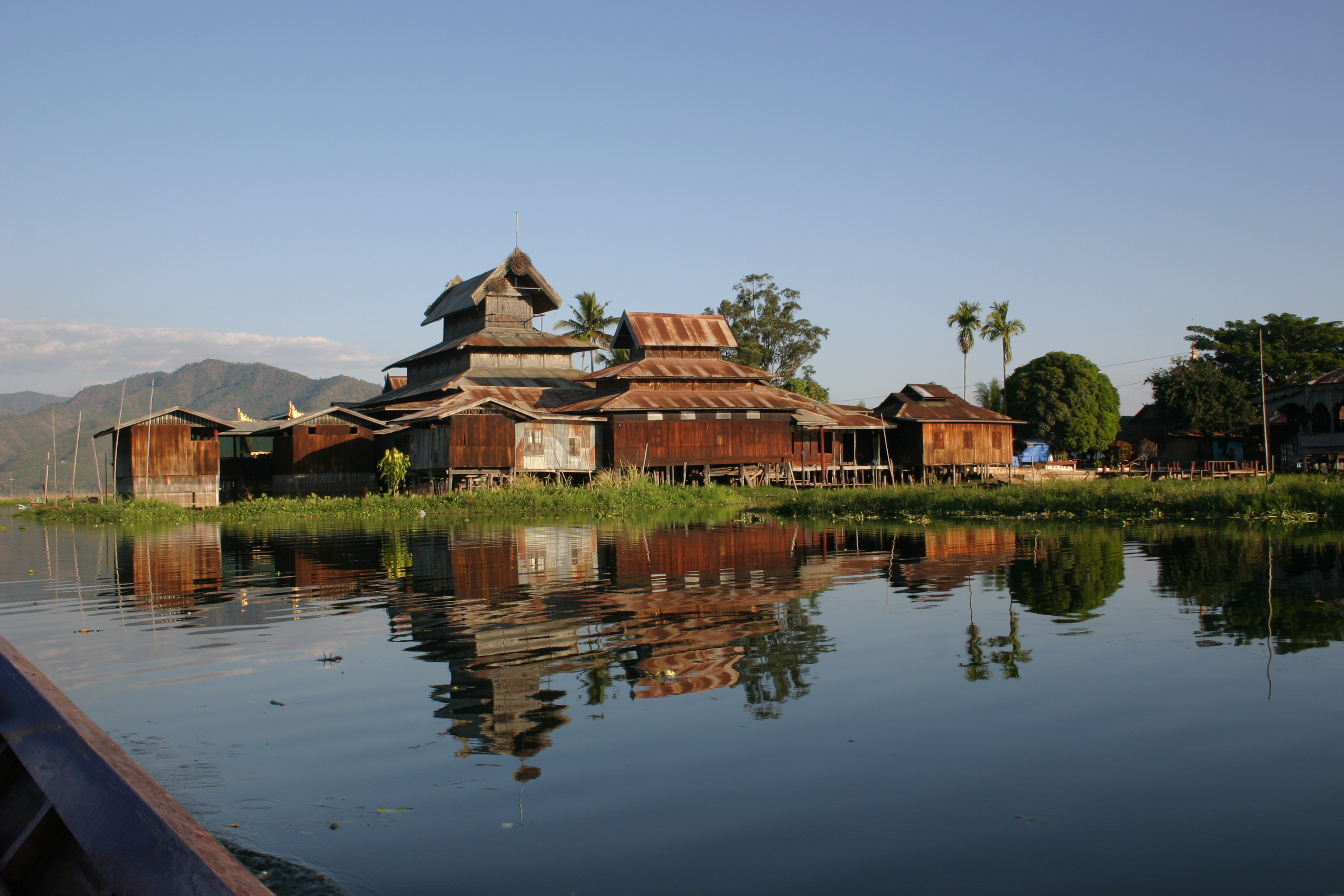
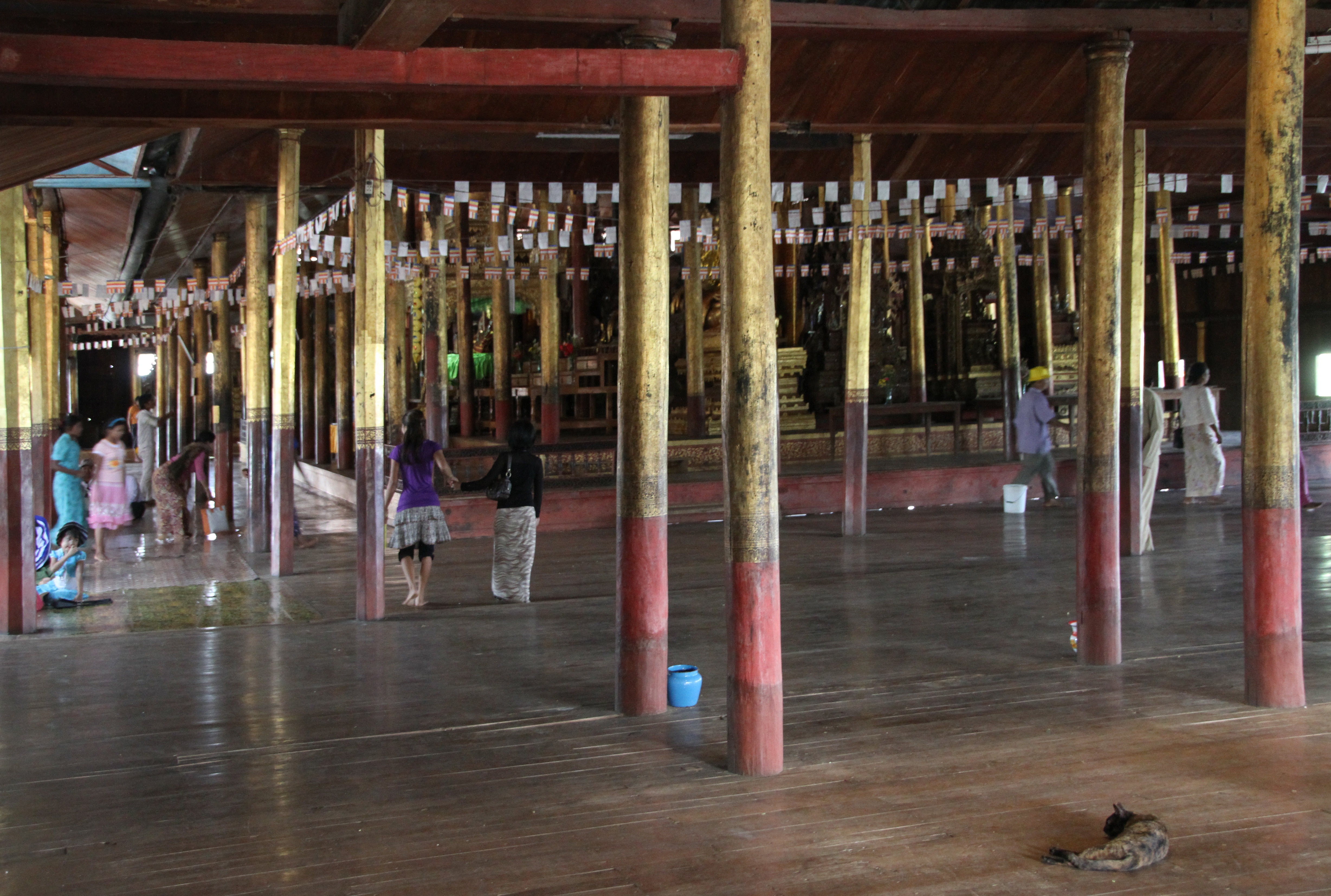
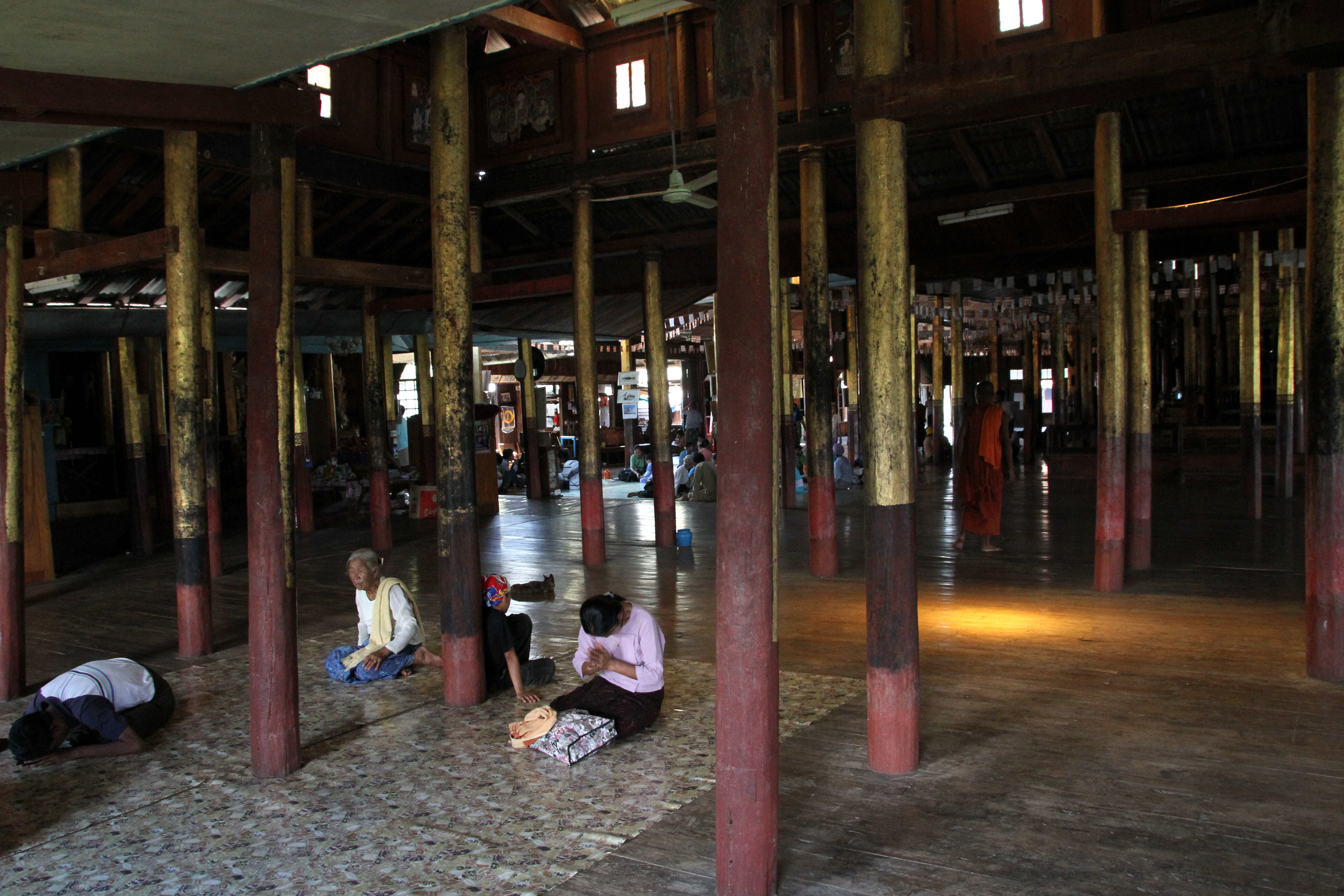
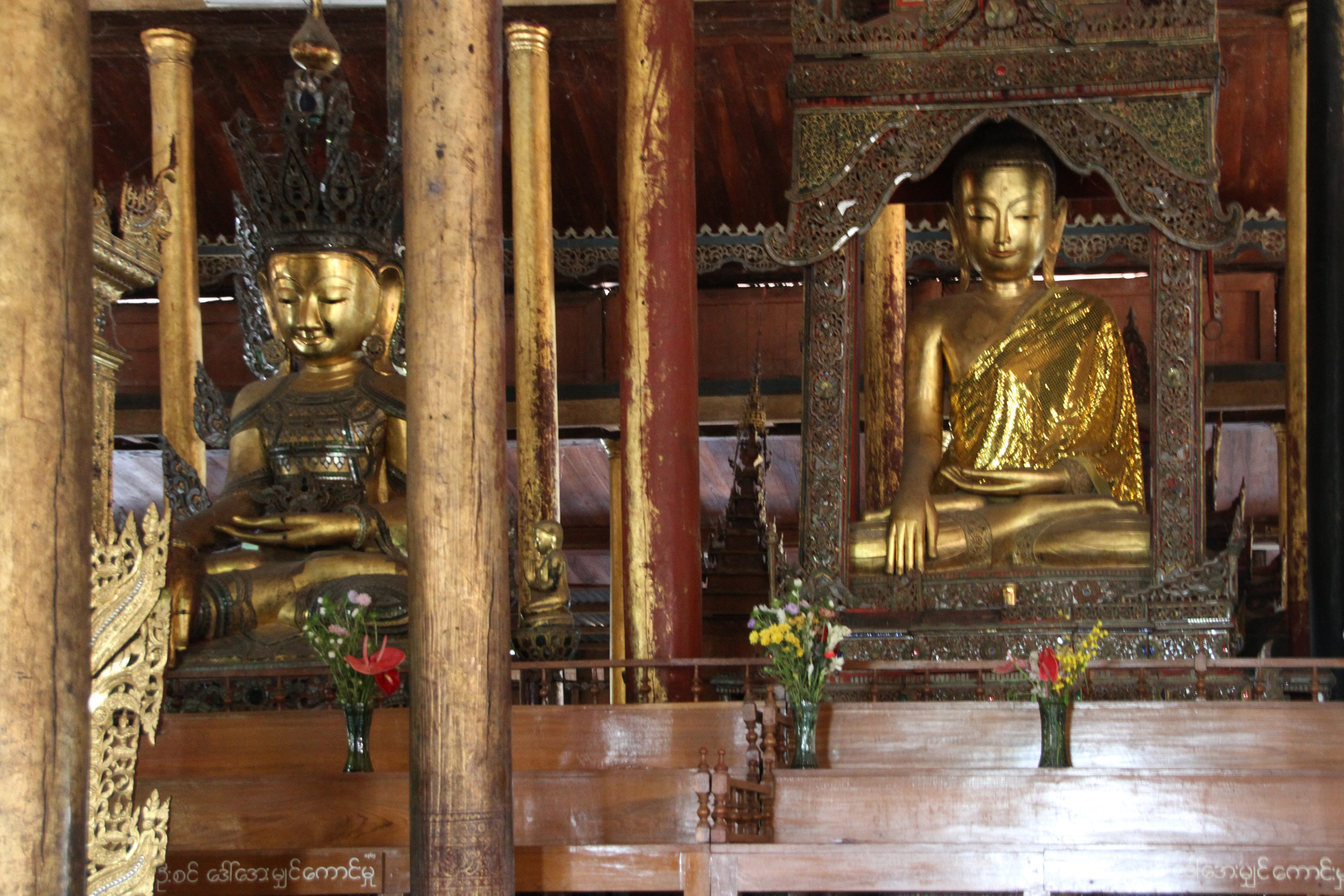
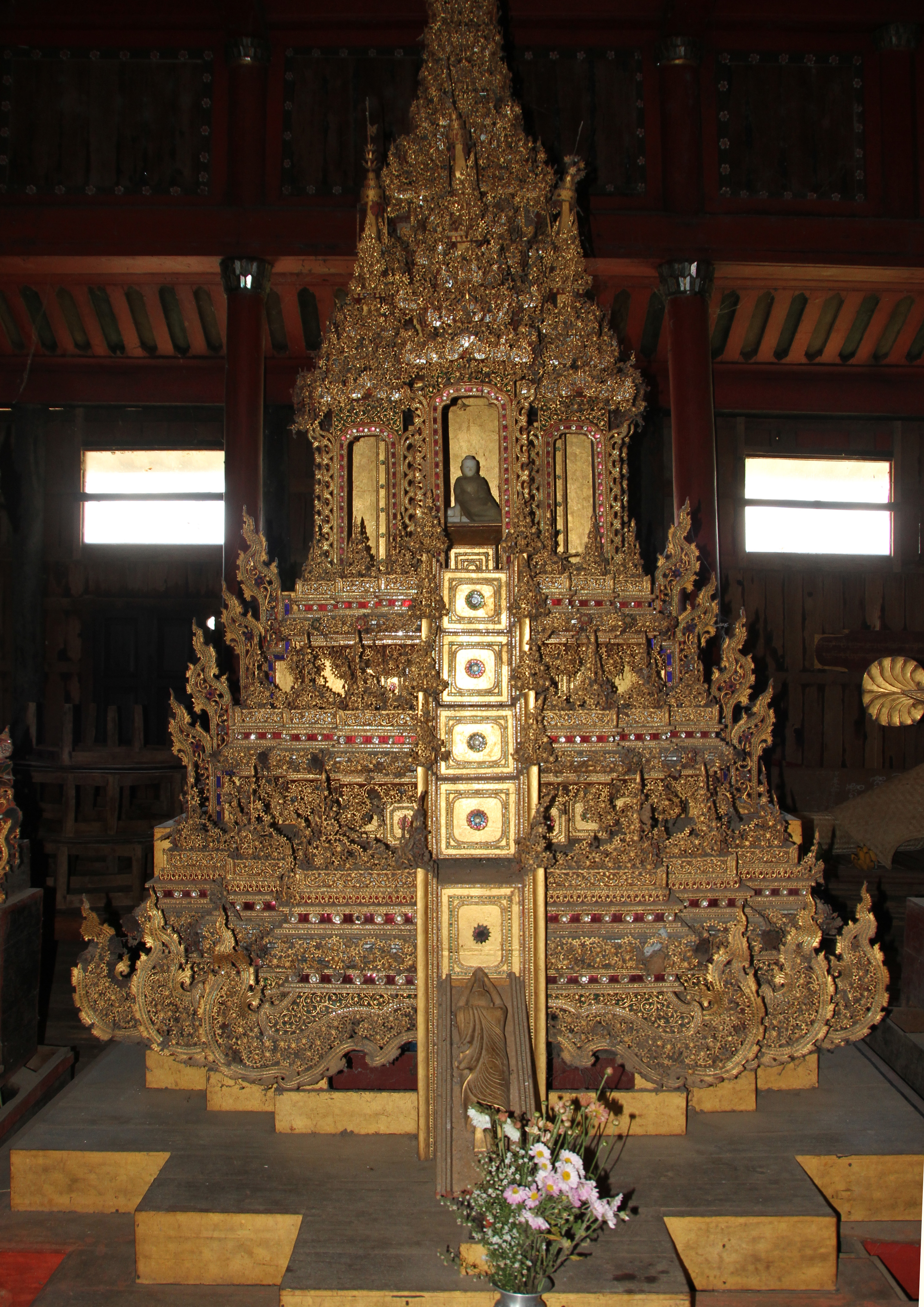
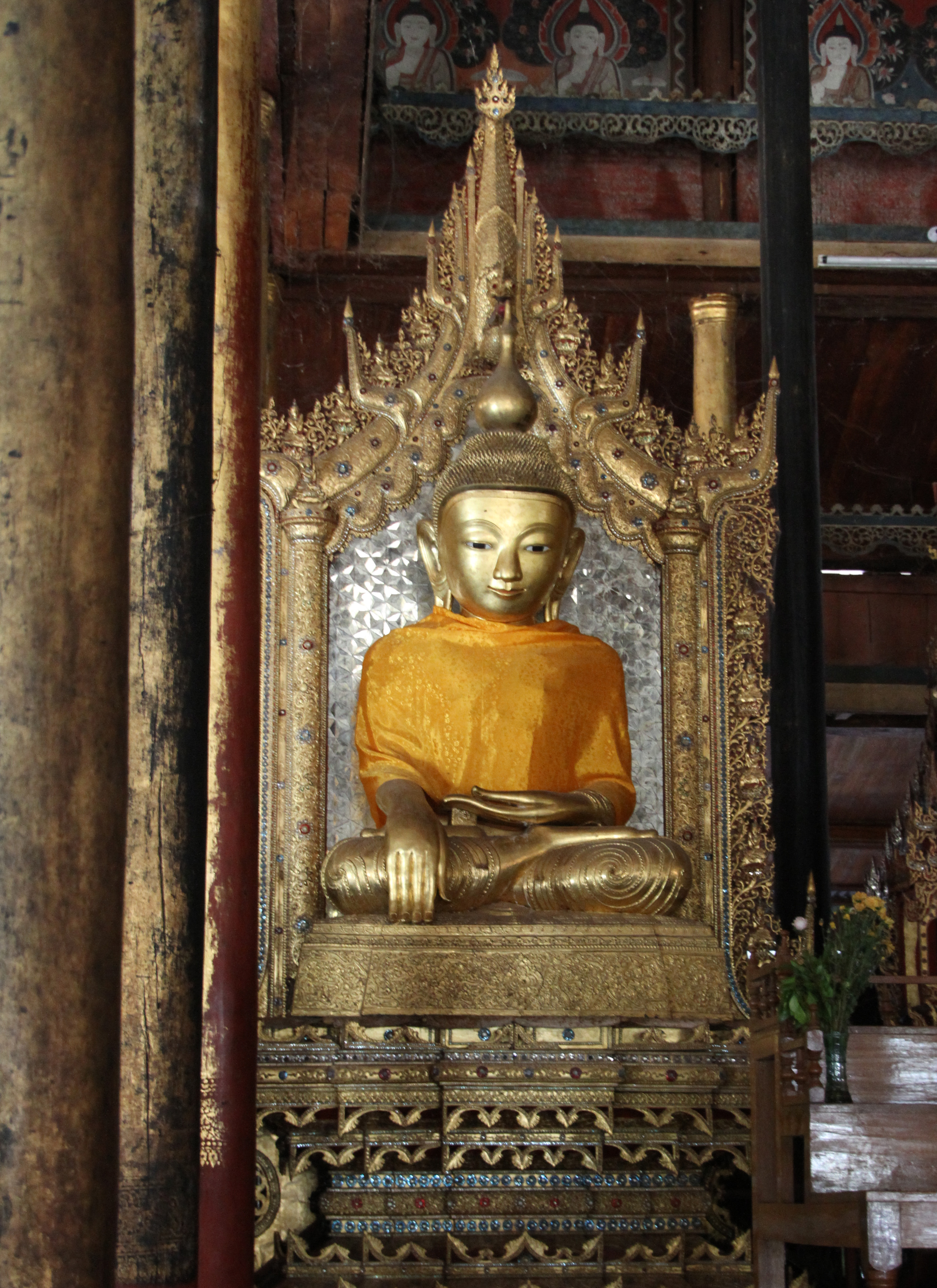